# 明華園
明華園（英語：Ming Hwa Yuan Arts & Cultural Group）是台灣的歌仔戲劇團，由陳明吉與戲院老闆蔡炳華於1929年（日治昭和四年）共同創辦，家族四代人全數投入歌仔戲的編、導、演行列，致力台灣本土戲劇藝術歌仔戲的傳承，為臺灣規模最大的歌仔戲劇團。第二代總團長陳勝福將明華園的組織重整，並由首席編導陳勝國為八個子團起名「天、地、玄、黃、日、月、星、辰」。
明華園積極拓展傳統藝術市場、開拓更多傳統戲劇觀眾。聯合國教科文組織「國際家庭年」推選明華園為台灣「奇特家庭代表」、法國費加洛報更給予「中華民國的另一個聲音」的美譽。2017年明華園獲台北市文化獎、首席編導陳勝國也獲國家文藝獎。

## 沿革
1929年，陳明吉與戲院老闆蔡炳華在台南市共同創辦「明華歌劇團」，為「明華園」的前身。臺灣日治時期，日本殖民當局開始厲行皇民化運動，禁絕歌仔戲等漢人傳統戲曲演出，成立「臺灣演劇協會」，當時少數在皇民化運動下獲准演出的劇團之一即包括明華歌劇團。第二次世界大戰（太平洋戰爭）後，明華歌劇團更名為「明華園」。1962年，由於臺視開播，許多歌仔戲團被迫散班或往野台發展。原本堅持在內台演出的明華園亦被迫轉戰外台，在屏東縣潮州鎮定居。
歷經傳統歌仔戲中落，明華園勇於創新，將傳統歌仔戲融入現代劇場、實驗劇場及電影分場的節奏，且結合了音樂、戲劇、舞蹈、民俗、美術、聲光等各類藝術。1982年，明華園以《父子情深》獲全國戲劇比賽冠軍，以及最佳團體演技獎、最佳編劇獎（陳勝國）及最佳小生獎（陳昭香）。進而有機會在隔年，進入國父紀念館演出《父子情深》與《濟公活佛》，再度由「外台」回到「內台」，更在1987年國家兩廳院啟用時，為國家戲劇院開幕季壓軸演出。
1997年，創團團長陳明吉過世，膝下留有七子四女（其中有一養子一養女），因此在總團之下分出天、地、玄、黃、日、月、星、辰等八個子團，各由第二代「勝」字輩子女掌理，後陸續交棒予第三代「昭」字輩子孫或團隊成員經營管理。
明華園除在表演上專注於戲劇的創作、表現的創新與自我風格的塑造之外，並致力於拓展歌仔戲表演的領域，不斷地推廣歌仔戲這項本土藝術，更深入校園積極參與歌仔戲薪傳教育工作。此外，亦積極參與國際性演出活動，曾受邀赴日本、法國、美國、新加坡、南非、中國大陸等國演出。

## 組織規模
1997年，創團團長陳明吉過世，由陳勝福接班，將明華園的組織重整，於陳勝國命名下，在「明華園」三字之後加上「天、地、玄、黃、日、月、星、辰」為各子團團名，以茲區別，並有繡花園、勝秋團、揚明園、藝華園等由家族成員或團員成立的協力團隊，共計八大獨立子團及四小協力團，分散台灣各地。

## 明華園戲劇總團歷年作品
- 1982年 《父子情深》[16]
- 1983年 《濟公活佛之雪狐情》
- 1984年 《馬車夫與大捕快》
- 1985年 《周公法鬥桃花女》、《博虎》（又名：武松打虎）
- 1986年 《劉全進瓜》
- 1987年 《蓬萊大仙》、《八仙傳奇之張果老與藍采和》
- 1988年 《紅塵菩提》
- 1989年 《財神下凡》、《真命天子》、《鐵膽柔情雁南飛》
- 1992年 《逐鹿天下》
- 1993年 《李靖斬龍》、《界牌關傳說》
- 1994年 《薛丁山傳奇》、《鴛鴦槍》
- 1995年 《斬判官》
- 1996年 《燕雲十六州》
- 1997年 《歡喜迎親》（短劇）
- 1999年 《武松打虎》、歌仔戲三部曲《戲棚頂・戲棚腳》
- 2000年 《獅子王》（折子戲）
- 2001年 《乘願再來》、《白蛇傳之遊湖借傘》（折子戲）
- 2002年 《獅子王》、《鴨母王》
- 2003年 《劍神呂洞賓》
- 2004年 《韓湘子》、新編《全本白蛇傳》
- 2005年 《王子復仇記》、《花燈六百年》
- 2006年 《何仙姑》上/下集、《真命天子》改版、《暗戀桃花源》（參與演出）
- 2007年 《超炫白蛇傳（全新改版）》
- 2008年 《蓬萊大仙（國際版》
- 2009年 《貓神》、《海神家族（現代舞台劇）》（參與演出）、《戊子歲末封箱戲》
- 2010年 《曹國舅》、《四兩鳳凰》、《濟公活佛之雪狐情（國際版》
- 2011年  《蓬萊仙島》、《火鳳凰》、《牡丹花神》
- 2013年 《吆嘍正傳》、《媽祖》
- 2014年 《吆嘍正傳之首部曲（青春劇作）》
- 2015年  《流星（青春劇作）》
- 2016年 《散戲（文學跨界劇作）》、《四兩皇后》、《散戲》文學跨界創作
- 2017年 《愛的波麗路》文學跨界劇作、《王子復仇記之龍抬頭》舊作重編之新戲-上集、《六牙象王》
- 2018年 《俠貓（文學跨界劇作）》、《王子復仇記之龍逆鱗》舊作重編之新戲-下集
- 2019年 《吆嘍正傳之二部曲-龍城爭霸》青春劇作、《皇上有喜》、《雲中君》青春劇作、《大河彈劍》、《鐵膽柔情》青年軍版
- 2020年 《鯤鯓平卷》、《玉面雙怪貓》
- 2021年 《冥戰錄》（2020臺灣戲曲藝術節—台灣漫畫跨界創作  ※註：因新冠肺炎疫情而延後至2021年1月發表）[17]、《海賊之王—鄭芝龍傳奇》（2021臺灣戲曲藝術節—旗艦製作）[18]、《廳院選--韓湘子 深情回歸版》、《冲霄樓 》青年軍版、《雲夢山金蘭情 》青年軍版
- 2022年 《步月・火燒》、《東海鍾離》（北藝開幕表演）、《盜情》（傳統藝術開枝散葉-111年度戲曲新作發表）、《燕雲十六州》傳承版
- 2023年 《青蟬》[19]（2023看家戲再現）、2023年 《判官大人的賣命指南》[20]（傳統藝術開枝散葉-112年度戲曲新作發表）、2023年 《八堡圳傳奇》[21](彰化建縣300年大戲)
- 2024年 《乩身》（2024臺灣戲曲藝術節)

## 獲獎及藝術成就[22]
- 1940 以《高苓本奪駙馬》獲戲劇比賽[需要解释是什麼戲劇比賽？]亞軍，創辦人陳明吉飾小生
- 1960 以《劉唐賣江山》獲戲劇比賽冠軍
- 1973 以《陸文龍》獲戲劇比賽冠軍
- 1979 以《父子情深》獲戲劇比賽初賽及南區冠軍
- 1982 以《父子情深》獲戲劇比賽總冠軍﹐及括最佳團體演技、最佳編導、最佳小生等多項大獎[22]
- 1984 以《濟公活佛》再度蟬聯戲劇比賽冠軍及最佳編導獎
- 1986 以《劉全進瓜》三度蟬聯戲劇比賽冠軍及最佳編導獎
- 1991 薪傳獎 （個人獎/創辦人陳明吉）
- 1992 薪傳獎 （團體獎/明華園）
- 1993 紐約美華藝術協會 （終身藝術成就獎/陳明吉）
- 1994 十大傑出青年薪傳獎 （總團長/陳勝福）
- 1995 十大傑出青年薪傳獎 （首席編導/陳勝國）[23]；1995 日本民音藝術賞 （終身成就獎/陳明吉）
- 1996 中國文藝獎章 （戲劇成就獎/陳明吉）；1996 十大傑出青年 （首席台柱 孫翠鳳）[24]
- 1997 紐約美華藝術協會 （亞洲最傑出藝人獎/孫翠鳳）；全球中華文化藝術薪傳獎 （第一丑角/陳勝在）[25]
- 2004 第三屆台新藝術獎「評審團特別獎」《白蛇傳》[26]；海峽兩岸歌仔戲藝術節「十佳歌仔戲青年演員比賽」十佳演員 （第三代 陳昭婷、董如玲）[27]
- 2011 入選台灣百大品牌[28]
- 2012 中國文藝獎章 （戲劇類/第三代青年軍 陳昭婷）
- 2015 二等景星勳章 （傳揚戲曲文化有功/陳勝福）[29]
- 2017 國家文藝獎 （首席編導 陳勝國）[6]；中國文藝獎章 （戲劇編導類/陳勝國）；台北文化獎 （明華園戲劇總團）[5]
- 2020 中國文藝獎章 （戲劇推廣獎/陳昭賢）；教育部 藝術教育貢獻獎 （活動奉獻獎/孫翠鳳）[30]
- 2021 第62屆 中國文藝獎章（戲劇類/鄭雅升）

## 國際舞台
- 1990年，經過多次決選，由眾多藝術團隊中脫穎而出，成為第一個代表台灣赴北京參加第十一屆「亞運藝術節」的表演藝術團體，演出《濟公活佛》一劇。[31]
- 1993年，赴日本、新加坡、菲律賓三地巡迴公演，引起僑界及當地觀眾熱烈迴響。[32]
- 創辦人陳明吉獲紐約美華藝術協會頒發「終身藝術成就獎」。[22]
- 1994年，應邀赴法國巴黎演出，為百年來歌仔戲首度踏上歐洲大陸法國第一大報費加洛報以「中國的另一種聲音」形容明華園。[4]
- 1995年，獲日本「財團法人民主音樂協會」之邀，巡迴東京、橫須賀、大阪、名古屋、廣島、福岡六大城市。[33]
- 創辦人陳明吉獲日本民音藝術賞——終身成就獎。
- 聯合國教科文組織推選為「國際家庭年」活動之台灣奇特家族代表，並將全家族協心同力奉獻歌仔戲的歷程拍攝記錄。該紀錄片獲坎城最佳節目獎水晶獎座。[3]
- 1997年，應美華藝術協會及駐美代表處之邀赴美國紐約、華盛頓及洛衫磯三大城市巡迴演出。[34]
- 當家小生孫翠鳳獲美國紐約美華藝術協會頒發「亞洲最傑出藝人獎」。
- 日本NHK電視【亞洲名人錄】（Asia Who's Who）特別來台專訪，並以團長陳勝福、編導陳勝國及當家小生孫翠鳳這三個靈魂人物，來探討明華園在歌仔戲界的興衰歷史與發展過程。[35]
- 1998年，日本亞細亞航空特別來台拍攝紀錄片，以明華園代表台灣的文化特色，於空中巴士中播放。
- 法國陽光劇團（法语：Théâtre du Soleil）來台訪問並觀賞明華園的演出。
- 1999年，應國際佛光會之邀，於南非約翰尼斯堡市政廳海華文藝季演出，獲得當地僑界、居民的熱烈迴響，同時與當地藝文代表進行文化交流。
- 奧地利廣播集團（ORF）廣播部國際台「今日時事」節目來台專訪明華園。
- 德國公共廣播聯盟來台拍攝明華園報導紀錄片。
- 2006年，出征海外前往普勒托利亞南非國家劇院演出，遠征非洲馬拉威鄉間部落。[36]
- 2009年，國際巡迴演出[37]；日本NHK電視台專訪明華園，於「漫步世界街道（世界ふれあい街歩き）」節目中介紹明華園的生活點滴。[38]
- 2023年，應南印度克勒拉省政府之邀，於特里蘇爾市（Thrissur）「2023國際劇場藝術節（ITFOK, International Theatre Festival of Kerala）」演出[39]。

## 爭議

### 臺北製糖所月台破壞事件
臺北市政府文化局於2010年邀請明華園進駐臺北製糖所舊址。但明華園於2011年4月將區域內的舊月台拆除部份，引發當地人士不滿。同時發現月台由TR磚砌成，表層再敷上水泥所建造。最後決定修復該月台，並要求明華園負擔修繕費用。

## 外部連結
- 明華園戲劇總團官方網站 （页面存档备份，存于）
- 明華園戲劇總團的YouTube （页面存档备份，存于）
- 明華園戲劇總團的Facebook
- 明華園戲劇總團的Instagram